# Aéroport de Barcelos
Pour les articles homonymes, voir BAZ.
L'aéroport de Barcelos (code IATA : BAZ • code OACI : SWBC) est l'aéroport de la ville de Barcelos au Brésil.

## Compagnies aériennes et destinations
Pas de vols réguliers à partir de cet aéroport.
Azul Brazilian Airlines : Manaus, Coari, Rio de Janeiro 
Air France : Paris 
Korean Air : Séoul

## Accès
L'aéroport est situé à 2 km du centre-ville de Barcelos.